# Lukas Løkken
Lukas Løkken (* 15. Juli 1992 in Kopenhagen) ist ein dänischer Schauspieler.

## Leben und Karriere
Løkken wurde in Kopenhagen geboren. Sein Debüt gab wr 2016 in dem Film En-to-tre-nu!. Seinen Durchbruch gelang ihm 2018 mit der Rolle des Patrick in der Netflix-Serie The Rain. 2021 war er in der Mini-Serie 2 Døgn zu sehen, gefolgt von einem Gastauftritt in zwei Folgen der Netflix-Serie Elfen. Außerdem spielte er 2022 eine Hauptrolle in der Serie Nordland '99. Unter anderem trat er 2023 in Die Krankenschwester auf.

## Filmografie
Filme
- 2016: En-to-tre-nu!

Serien
- 2018–2020: The Rain
- 2021: 2 Døgn
- 2021: Elfen
- 2022: Nordland '99
- 2023: Die Krankenschwester